# 犬鷲型ミサイル艇
犬鷲型ミサイル艇（コムドクスリかたミサイルてい、英: Gumdoksuri class patrol vessel、朝: 검독수리급 고속정）は、大韓民国海軍のミサイル艇の艦級。1番艇をネームシップとして尹永夏級（ユン・ヨンハ、朝: 윤영하급）と称されることもある。

## 概要
犬鷲型は、大鷲型の後継となる沿海哨戒用のミサイル艇である。計画では、高度な戦闘システムと対艦ミサイルと砲熕兵器が連接されたことにより、浦項級コルベットの任務の一部を代替することも可能になり、北朝鮮と武力衝突が繰り返されている北方限界線近くの西海五島付近の海域に仁川級フリゲートと共に投入される予定である。当初は24隻を建造する計画であり、これに10隻追加建造する構想もあったが、最終的に当初の計画から6隻減じた18隻を建造する計画となった。1隻あたりの建造費は850億ウォンである。
1番艇は第2延坪海戦で戦死したチャムスリ級357番艇の尹永夏艇長から名付けられ、初代艇長には第1延坪海戦で活躍したアン・ジヨン少領が任命された。
本級の初期型に関しては様々な欠陥が報道されていた。1番艇は就役前に、ウォータージェットエンジンから潤滑油が漏れる、ディーゼルエンジンのエアタンクから空気が漏れる、航海レーダーが消える等の理由で61件の改修を行い、さらに就役後2カ月間だけでも、ウォータージェットエンジンのタービン翼と冷却装置が腐食する、ディーゼルエンジンから潤滑油と燃料油が漏れる、磁気羅針盤に20度以上の誤差が出る、艦内通信システムの交信が不可能などの理由で95件の改修を余儀なくされた。その後もレーダーとエンジンに再び欠陥が発見されたことから改修の必要が生じ、大青海戦中も改修中で参戦できなかった。これらの問題が完全に解決されていないため、1番艇は就役後も極めて運用が低調である。2番艇以降は外国製のウォータージェット推進装置に変えて新たに韓国の斗山が独自開発した推進装置を装備するが、これが原因で、高速走行時に直進できなかったり、推進軸のベアリングの問題により速度が急に落ちる等の新たな欠陥が発生し、戦力化が当初の2010年9月末から2012年8月以降に遅延していた。
2014年現在、以上の問題は解決され、同年4月1日には15番艇が就役しているが、2015年には新たに現代WIA製76mm速射砲の欠陥が提起されている（#事件・事故）。
尚、置き換え前の大鷲型の倍以上の排水量になってしまった為、より小型のPKX-Bを建造し、役割を分担している。。

## 同型艇
末尾が4と0のPKG-714、PKG-720、PKG-724、PKG-730及びPKG-731は欠番。PKG-711～PKG-717は第2延坪海戦の戦死者、PKG-718～PKG-728とPKG-732は朝鮮戦争時の将軍や戦功者の名前、PKG-729とPKG-733はベトナム戦争での戦功者の名前である。
| 番号    | 艦名                        | 建造        | 進水            | 就役            |
| ------- | --------------------------- | ----------- | --------------- | --------------- |
| PKG-711 | 尹永夏 (ユン・ヨンハ)       | 韓進重工業  | 2007年 7月6日   | 2008年 12月17日 |
| PKG-712 | 韓相国 (ハン・サングク)     | STX造船海洋 | 2009年 9月23日  | 2011年 9月14日  |
| PKG-713 | 趙天衡 (チョ・チョニョン)   | STX造船海洋 | 2009年 9月23日  | 2011年 9月14日  |
| PKG-715 | 黄道顯 (ファン・ドヒョン)   | STX造船海洋 | 2009年 12月11日 | 2012年 1月13日  |
| PKG-716 | 徐厚源 (ソ・フウォン)       | STX造船海洋 | 2009年 12月11日 | 2011年 11月28日 |
| PKG-717 | 朴東赫 (パク・ドンヒョク)   | 韓進重工業  | 2010年 7月28日  | 2011年 11月28日 |
| PKG-718 | 玄時学 (ヒョン・シハク)     | 韓進重工業  | 2010年 7月28日  |                 |
| PKG-719 | 鄭兢謨 (ジョン・グンモ)     | 韓進重工業  | 2010年 11月2日  | 2011年 12月19日 |
| PKG-721 | 池徳七 (チ・ドクチル)       | 韓進重工業  | 2010年 11月2日  | 2011年 12月23日 |
| PKG-722 | 林炳来 (イム・ビョンネ)     | STX造船海洋 | 2012年 11月20日 | 2013年 9月3日   |
| PKG-723 | 洪時旭 (ホン・シウク)       | STX造船海洋 | 2012年 11月20日 | 2013年 10月10日 |
| PKG-725 | 洪大善 (ホン・デソン)       | STX造船海洋 | 2012年 11月20日 | 2013年 11月4日  |
| PKG-726 | 韓文植 (ハン・ムンシク)     | 韓進重工業  | 2013年 4月24日  | 2014年 1月28日  |
| PKG-727 | 金昌学 (キム・チャンハク)   | 韓進重工業  | 2013年 4月24日  | 2014年 3月4日   |
| PKG-728 | 朴東鎭 (パク・トンジン)     | 韓進重工業  | 2013年 4月24日  | 2014年 4月1日   |
| PKG-729 | 金寿鉉 (キム・スヒョン)     | STX造船海洋 | 2014年 4月30日  | 2014年 9月30日  |
| PKG-733 | 李秉哲 (イ・ビョンチョル)   | STX造船海洋 | 2014年 4月30日  | 2014年 11月28日 |
| PKG-732 | 全炳翼 (ジョン・ビョンイク) | STX造船海洋 | 2016年 6月24日  | 2018年 1月11日  |

## 事件・事故
- 2013年11月25日未明、韓国慶尚南道昌原市鎮海区のSTX造船海洋造船所岸壁で艤装中の本艇1隻が、波浪により水没する事故が発生した。死傷者はなかったが[9]水没艇は修復不可能となったため放棄し、2015年1月末から新たに新造することになった。STX側は天災による事故を理由に納期延長を申請したが、軍側はこれを認めず遅滞賠償金の支払いを求めて紛糾している[10]。

- 2014年、韓国軍全体の納入品偽装問題が明らかになる過程で、犬鷲型の「尹永夏」も本来フランス製であるべき電子機器冷却ファンなどが、台湾製にすり替えられていた事実が発覚している[11]。

- 2015年1月22日、「PKG-715黄道顯」で76mm速射砲の暴発事故が発生、一等兵が頭部に重傷を負い、同年7月17日に死亡した[12]。本級の現代WIA製76mm速射砲は、退役艦に装備されていたオート・メラーラ製の76mm速射砲に対して韓国が独自に改良を施して転用したものであり[13]、オート・メラーラは特許侵害により営業損害を受けたとして訴訟を起こしたが、大法院に退けられていた[14]。2014年10月に北方限界線を侵犯した北朝鮮艦艇に警告射撃を行った際に、「PKG-713趙天衡」の現代WIA製76mm速射砲が突然作動を停止したことは判明していたが、この事故を受けて、北方限界線での不発事案発生直後に2度行われた発射試験でも不発弾が発生していたことを韓国海軍が隠蔽していたことが判明した。またこれらに先立つ2014年4月にも、「PKG-716徐厚源」の現代WIA製76mm速射砲が異常動作していたことが判明した[15]。これら5件の事案により、現代WIA社が行った76mm速射砲事業に根本的に欠陥があった疑いが提起されている[16]。